# Георг Еберхард фон Золмс-Лих
Георг Еберхард фон Золмс-Лих (на немски: Georg Eberhard I zu Solms-Lich; * 30 юли 1563 в Хоензолмс; † 2 февруари 1602 в Хиршберг) е граф на Золмс-Лих.
Той е вторият син на граф Ернст I фон Золмс-Лих (1527 – 1590) и съпругата му графиня Маргарета фон Золмс-Браунфелс (* 1541; † 18 март 1594), дъщеря на граф Филип фон Золмс-Браунфелс (1494 – 1581) и съпругата му графиня Анна фон Текленбург (1510 – 1554), дъщеря на Ото VIII фон Текленбург († 1534)).
Георг Еберхард се жени на 4 март 1595 г. в Делфт за Сабина ван Егмонт, господарка на Байерланд (* 1562; † 21 юни 1614 в Делфт), дъщеря на княз Ламорал Егмонт (1522 – 1568) и принцеса Сабина фон Пфалц-Зимерн (1528 – 1578). Бракът е бездетен.
Той е погребан в Лих.